# Parlamentswahl in Grönland 1983
- IA: 2
- S: 12
- A: 12

Die Parlamentswahl in Grönland 1983 war die zweite Wahl zum Inatsisartut bzw. Landsting, dem grönländischen Parlament. Die Wahl fand am 12. April 1983 statt.

## Wahlrecht
Bei dieser Parlamentswahl wurde in Grönland erstmals das Verhältniswahlrecht angewendet, weshalb auch erstmals der Inuit Ataqatigiit der Einzug in den Inatsisartut gelang. Die Zahl der Sitze wurde von 21 auf 26 erhöht.

## Ausgangslage
Bedingt durch das Mehrheitswahlrecht verfügte die Siumut in der vorangegangenen Legislaturperiode über eine absolute Mehrheit im Inatsisartut. Das Kabinett Motzfeldt I bestand neben dem Premierminister Jonathan Motzfeldt aus vier weiteren Ministern.
Die Wahl fand planmäßig vier Jahre nach der vorherigen Wahl statt.

## Teilnehmende Parteien
Bei der Wahl traten drei Parteien an. Die Sulisartut Partiiat war 1982 aufgelöst worden, nachdem sie den Einzug ins Parlament verpasst hatte.
| Partei | Partei            | Kürzel | Deutsche Bedeutung     | Ausrichtung                                   | Vorsitzender       |
| ------ | ----------------- | ------ | ---------------------- | --------------------------------------------- | ------------------ |
|        | Siumut            | S      | Vorwärts               | sozialdemokratisch                            | Jonathan Motzfeldt |
|        | Atassut           | A      | Gemeinsinn             | konservativ, wirtschaftsliberal, unionistisch | Lars Chemnitz      |
|        | Inuit Ataqatigiit | IA     | Gemeinschaft der Inuit | demokratisch-sozialistisch                    | Aqqaluk Lynge      |

## Kandidaten
Bei der Wahl traten 112 Kandidaten mit jeweils zwei Stellvertretern an, die sich folgendermaßen auf die einzelnen Parteien und Wahlkreise verteilten:
| Partei            | Südkreis | Mittelkreis | Diskokreis | Uummannaq | Upernavik | Thule | Angmagssalik | Scoresbysund | Insgesamt |
| ----------------- | -------- | ----------- | ---------- | --------- | --------- | ----- | ------------ | ------------ | --------- |
| Siumut            | 12       | 15          | 8          | 2         | 4         | 3     | 4            | 2            | 50        |
| Atassut           | 8        | 9           | 7          | 4         | 3         | 2     | 4            | 2            | 39        |
| Inuit Ataqatigiit | 6        | 6           | 7          | 1         | 0         | 0     | 0            | 0            | 21        |
| Einzelkandidaten  | 1        | 1           | 0          | 0         | 0         | 0     | 0            | 0            | 2         |

Mit Ausnahme von Thue Christiansen traten alle bisherigen Abgeordneten erneut an. Niels Nielsen, Frederik Rosbach (beide Siumut), Lars Godtfredsen, der 1981 zurückgetreten war, sowie seine Stellvertreterin Agnethe Nielsen (beide Atassut) kandidierten nur als Stellvertreter. Dazu kamen Ôdâĸ Olsen, Asiâjuk Sadorana sowie nur als Stellvertreter Severin Johansen (alle Siumut), Ingvar Høegh, K'issúnguaĸ Kristiansen, Lamik Møller und Andreas Sanimuínaĸ (alle Atassut), die in zuvor bereits Mitglied des Landesrats gewesen waren, aber nicht im 1. Inatsisartut saßen.

## Ergebnis
Die rechtsliberale Partei Atassut und die sozialdemokratische Siumut wurden stärkste Fraktion im Inatsisartut, gefolgt von der Inuit Ataqatigiit, die erstmals ins Parlament einzog.
Die Regierungsparteien nach dieser Wahl sind mit einem Punkt gekennzeichnet (•).
| Partei            | Partei                 | Stimmen | Stimmen | Stimmen | Sitze  | Sitze |
| Partei            | Partei                 | Anzahl  | %       | +/−     | Anzahl | +/−   |
| ----------------- | ---------------------- | ------- | ------- | ------- | ------ | ----- |
|                   | Atassut                | 11.443  | 46,6    | +4,9    | 12     | +4    |
| •                 | Siumut                 | 10.371  | 42,3    | −3,8    | 12     | −1    |
|                   | Inuit Ataqatigiit      | 2.612   | 10,6    | +6,2    | 2      | +2    |
|                   | Unabhängige Kandidaten | 111     | 0,5     | −1,7    | —      | ±0    |
| Gesamt            | Gesamt                 | 24.537  | 100,0   |         | 26     | +5    |
| Gültige Stimmen   | Gültige Stimmen        | 24.537  | 97,4    |         |        |       |
| Ungültige Stimmen | Ungültige Stimmen      | 667     | 2,6     |         |        |       |
| Wahlbeteiligung   | Wahlbeteiligung        | 25.204  | 75,1    |         |        |       |
| Wahlberechtigte   | Wahlberechtigte        | 33.565  | 100,0   |         |        |       |
| Quelle:           |                        |         |         |         |        |       |

## Folgen
| In Betracht gezogene Koalitionen   | Sitze |
| ---------------------------------- | ----- |
| Sitze gesamt                       | 26    |
| Zweidrittelmehrheit (ab 18 Sitzen) |       |
| A, S                               | 24    |
| Absolute Mehrheit (ab 14 Sitzen)   |       |
| A, IA                              | 14    |
| S, IA                              | 14    |
| Keine Mehrheit (unter 14 Sitzen)   |       |
| A                                  | 12    |
| S                                  | 12    |

26 Abgeordnete wurden ins 2. Inatsisartut gewählt. Jonathan Motzfeldt (Siumut) wurde als Premierminister im Amt bestätigt. Das Kabinett Motzfeldt II nahm am 3. Mai 1983 seine Arbeit auf und bestand aus sechs Mitgliedern, die alle der Siumut angehörten. Die Regierung wurde jedoch von einer Koalition aus Siumut und Inuit Ataqatigiit getragen, die im Parlament über eine absolute Mehrheit verfügte.